# Comuna de Wieliczka
Wieliczka (polaco: Gmina Wieliczka) é uma gminy (comuna) na Polónia, na voivodia de Pequena Polónia e no condado de Wielicki.
De acordo com os censos de 2007, a comuna tem 48.909 habitantes, com uma densidade 488,6 hab/km².

## Área
Estende-se por uma área de 100,1 km², incluindo:
- área agricola: 73%
- área florestal: 8%

## Demografia
|                      | Total   | Total | Mulheres | Mulheres | Homens  | Homens |
| -------------------- | ------- | ----- | -------- | -------- | ------- | ------ |
|                      | pessoas | %     | pessoas  | %        | pessoas | %      |
| População            | 48 909  | 100   | 25 230   | 51,6     | 23 679  | 48,4   |
| Densidade (pop./km²) | 488,6   | 100   | 249,6    | 249,6    | 236,6   | 236,6  |

## Subdivisões
- Brzegi, Byszyce, Chorągwica, Czarnochowice, Dobranowice, Golkowice, Gorzków, Grabie, Grabówki, Grajów, Jankówka, Janowice, Kokotów, Koźmice Małe, Koźmice Wielkie, Lednica Górna, Mała Wieś, Mietniów, Pawlikowice, Podstolice, Raciborsko, Rożnowa, Siercza, Strumiany, Sułków, Sygneczów, Śledziejowice, Węgrzce Wielkie, Zabawa.

## Comunas vizinhas
- Biskupice, Dobczyce, Gdów, Kraków, Niepołomice, Siepraw, Świątniki Górne.